# حسين أباد ماهونك (كوه بنج)
حسين أباد ماهونك (بالفارسية: حسین‌آباد ماهونک) هي قرية تقع في إيران في البلدة المركزية. يقدر عدد سكانها بـ 34 نسمة .